# Teddy Castellucci
Pour les articles homonymes, voir Castellucci.
Theodore Ross Castellucci, dit Teddy Castellucci, né en 1965, est un compositeur et acteur américain.

## Filmographie

### Compositeur
- 1998 : Wedding singer - Demain on se marie! (The Wedding Singer)
- 1999 : Gigolo à tout prix (Deuce Bigalow: Male Gigolo)
- 1999 : Big Daddy
- 2000 : Little Nicky
- 2000 : How to Marry a Billionaire: A Christmas Tale (TV)
- 2001 : Adam Sandler Goes to Hell (vidéo)
- 2001 : Animal! L'animal... (The Animal)
- 2001 : Courrier du cœur (Good Advice)
- 2002 : Dupli-Kate (Repli-Kate)
- 2002 : Les Aventures de Mister Deeds (Mr. Deeds)
- 2002 : Huit nuits folles d'Adam Sandler (Eight Crazy Nights)
- 2003 : Date or Disaster
- 2003 : Mon boss, sa fille et moi (My Boss's Daughter)
- 2004 : Amour et amnésie (50 First Dates)
- 2004 : FBI : Fausses blondes infiltrées (White Chicks)
- 2005 : Mi-temps au mitard (The Longest Yard)
- 2005 : Rebound
- 2006 : Lucky Girl
- 2006 : Little Man
- 2006 : Ma Super Ex (My Super Ex-Girlfriend)

### Acteur
- 1998 : Wedding singer - Demain on se marie! (The Wedding Singer) : Robbie Hart Band Member